# Фолкландска струја
Фолкландска струја (или Малвинска струја) је леви крак Антарктичке циркумполарне струје који се у близини Огњене земље одваја и креће ка северу уз обалу Аргентине. Име је добила по Фолкландским Острвима око којих протиче. Код ушћа реке Ла Плате судара се са топлом Бразилском струјом и од њих се ка истоку пружа Јужноатлантска спојна струја.